# Sulzfeld, Rhön-Grabfeld
Sulzfeld là một đô thị trong huyện Rhön-Grabfeld bang Bayern thuộc nước Đức. It contains the following villages: Kleinbardorf, Leinach, Sulzfeld, Sulzfelder Forst.

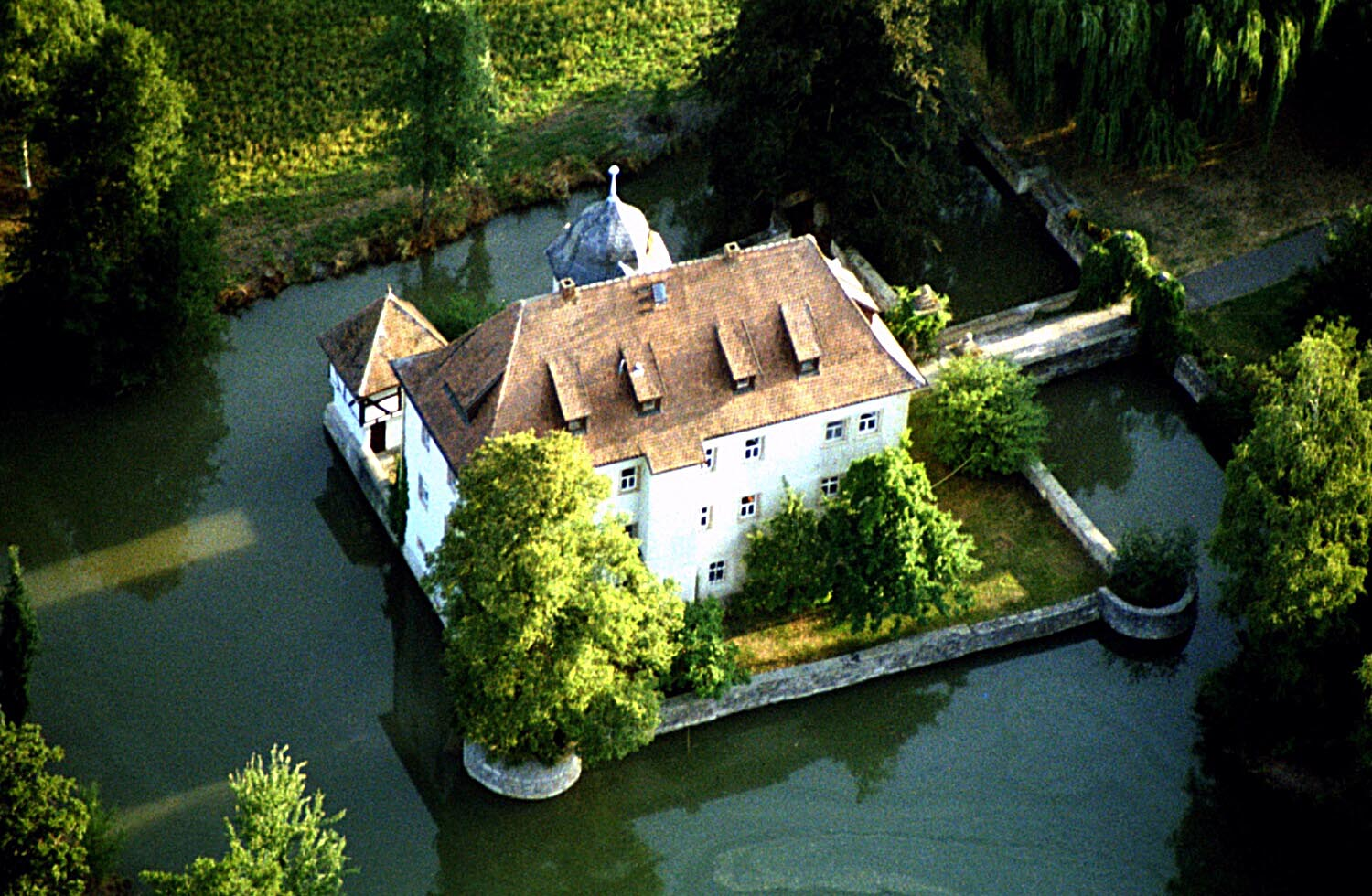
The small water castle Kleinbardorf from a ballon

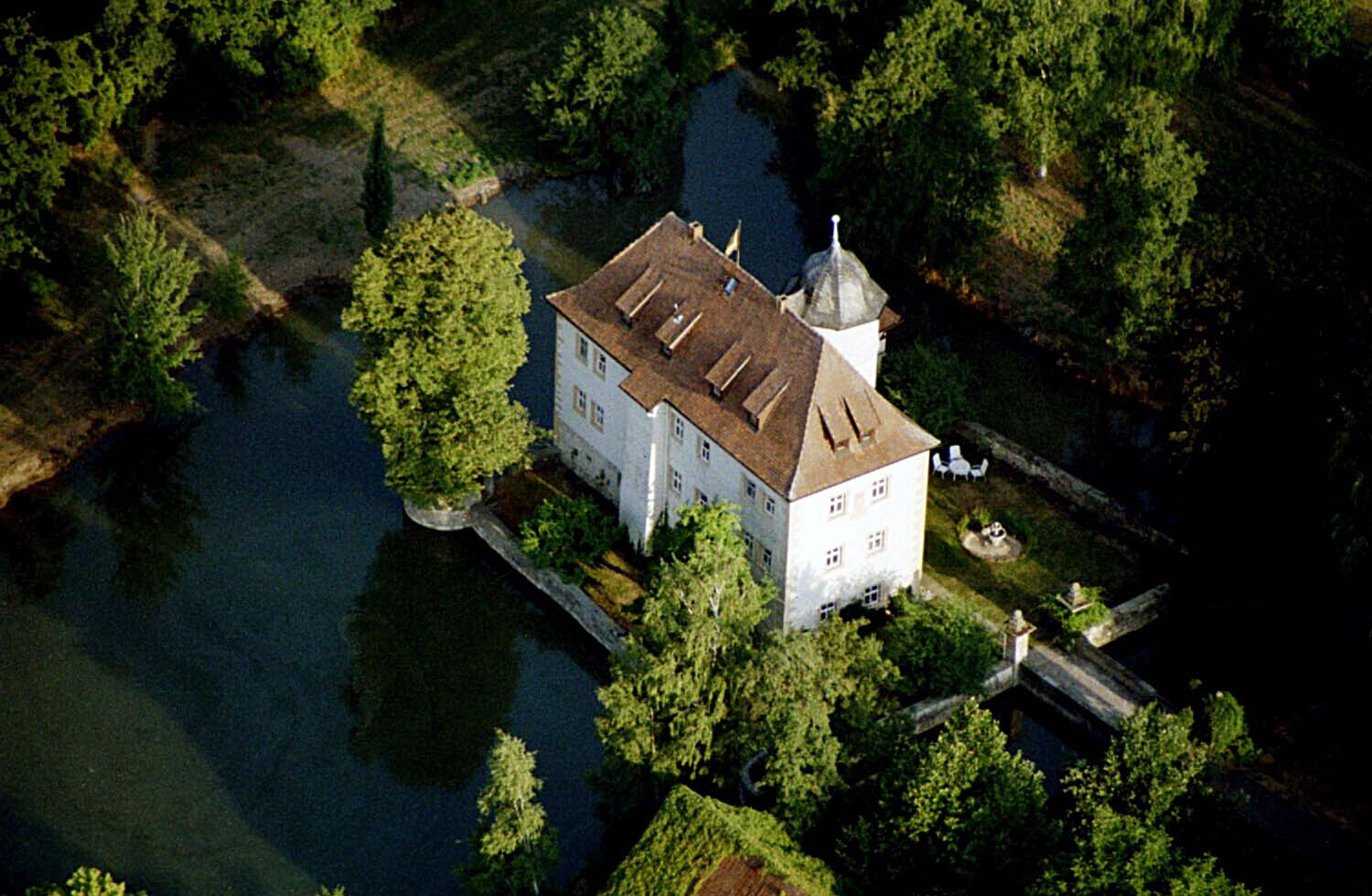
The small water castle Kleinbardorf from a ballon